# Ka$ablanca
Ka$ablanca – osiemnasty studyjny album polskiego rapera Tedego. Płyta ukazała się 18 czerwca 2021 roku nakładem wytwórni Wielkie Joł. Dystrybucją płyty zajęła się wytwórnia Asfalt Records.
Album został wyprodukowany w całości przez Sir Micha.

## Lista utworów
Opracowano na podstawie materiału źródłowego:
1. „Enwujotka”
2. „Klasikbenz”
3. „Sztos ej”
4. „Taka smutna”
5. „Ononono”
6. „Żółte papiery”
7. „Hajsman”
8. „Ta szafa”
9. „Jaaacula”
10. „Drajw”
11. „Overflexyn”
12. „Szlaufen”
13. „Się grandzi”
14. „Notoryczny skejt”
15. „Dwwa20”
16. „Plny III”
17. „Kto z nim gra”
18. „Leć ze mną”
19. „Celebrować sukces”
20. „Więcej” (gościnnie: Wac Toja, Tony Yoru, Trill Pem & DJ Macu)